# David Johnston (homme politique anglais)
David Mervyn Johnston (né le 27 novembre 1981) est un homme politique britannique qui est sous-secrétaire d'État parlementaire chargé de l'enfance, de la famille et du bien-être d'août 2023 jusqu'aux élections générales de juillet 2024. Membre du Parti conservateur, il est député de Wantage de 2019 à 2024, date à laquelle le siège est supprimé.
Le 6 juillet 2022, il démissionne de son poste de secrétaire parlementaire privé du ministère de l'Éducation au milieu du scandale Chris Pincher qui conduit à la démission de Boris Johnson du poste de Premier ministre.

## Vie personnelle et éducation
Johnston est né à Whitechapel, dans l'est de Londres, fils de Mervyn et Carol Johnston. Il fréquente la Tom Hood Comprehensive School de Leytonstone et le Sir George Monoux Sixth Form College de Walthamstow avant de poursuivre ses études au Balliol College d'Oxford, où il obtient un baccalauréat en histoire moderne et politique en 2003.

## Carrière
De 2003 à 2006, Johnston est coordinateur de l'Oxford Access Scheme. Il devient ensuite directeur de Future de 2006 à 2009.
Avant de se présenter aux élections, il est directeur général de la Fondation pour la mobilité sociale pendant plus de dix ans, de 2009 à 2020,. Il est également membre de la Commission Mobilité Sociale de 2012 à 2017.
Johnston est gouverneur du Sir George Monoux Sixth Form College, où il a étudié de 2008 à 2016, ainsi que de la Pimlico Academy de 2008 à 2017. Il est élu à Wantage, un siège sûr pour le Parti conservateur dans l'Oxfordshire, en 2019. Il succède à Ed Vaizey.
En septembre 2021, il est nommé secrétaire privé parlementaire du ministère de l'Éducation. Johnston démissionne de son poste de PPS le 6 juillet 2022, à la suite d'autres démissions pour protester contre la conduite de Boris Johnson dans le scandale Chris Pincher.
Le 31 août 2023, il est nommé sous-secrétaire d'État parlementaire à l'enfance, à la famille et au bien-être, en remplacement de Claire Coutinho.
Avec l'abolition de la circonscription de Wantage, lors des élections générales de 2024, Johnston se présente dans la circonscription nouvellement créée de Didcot et Wantage. Avec 28,4% des voix, il arrive deuxième derrière le candidat Libéral-Démocrate.